# Embalse de Ciurana
El embalse de Ciurana (oficialmente embassament de Siurana) es una infraestructura hidroeléctrica española construida sobre el río del mismo nombre, en el término municipal de Cornudella de Montsant, bajo el pueblo de Ciurana, en la comarca de Priorato, provincia de Tarragona, Cataluña. 
Tiene una capacidad de 12,43 hm³ y una altura desde los cimientos de 62,74 m. Las obras de construcción se iniciaron en 1960 y tras años paradas terminaron en 1972. Acoge la sede del Club Náutico de Cornudella y en él se practican diversos deportes com el remo o el piragüismo.